# Yōko Mitsui
Yōko Mitsui (三井葉子, Mitsui Yōko), née le 1er janvier 1936 dans la préfecture d'Osaka et morte le 2 janvier 2014 est une poétesse japonaise.

## Biographie
Née dans la préfecture d'Osaka sous le nom de Sachiko Yamajō, elle est diplômée de l'université Soai pour femmes. Elle étudie ensuite avec Tōzaburō Ono à l'école de littérature d'Osaka.
Elle meurt d'une insuffisance hépatique, le 2 janvier 2014, à l'âge de 78 ans.

## Œuvres
- 『白昼 詩集』竜詩社 - 1964
- 『沼 三井葉子詩集』創元社 - 1966
- 『いろ 三井葉子詩集』私家版、- 1967
- 『たま 詩集』風社 - 1974
- 『浮舟 詩集』深夜叢書社 - 1976
- 『君や来し 三井葉子詩集』海風社 - 1981
- 『春の庭 三井葉子詩集』沖積舎 - 1983
- 『三井葉子詩集』砂子屋書房 - 1983
- 『三井葉子詩集』日本現代詩文庫 倉橋健一編集 土曜美術社 - 1984
- 『日の記 詩集』富岡書房 - 1986
- 『つづれ刺せ 三井葉子随筆集』編集工房ノア - 1987
- 『畦の薺 三井葉子詩集』富岡書房 - 1989
- 『風が吹いて 詩集』花神社 - 1990
- 『二輛電車が登ってくる』エディション・カイエ - 1990
- 『ええやんか 大阪辯歳時記』ビレッジプレス - 1992
- 『菜庭 詩集』花神社 - 1994
- 『恋のうた 100の想い100のことば』創元社 - 1995
- 『草のような文字』深夜叢書社 - 1998
- 『よろしゃんナ 猫版大阪辯歳時記』ビレッジプレス - 2000
- 『菜の花畑の黄色の底で 三井葉子詩集』深夜叢書社 - 2002
- 『風土記』深夜叢書社 - 2003
- 『さるすべり』深夜叢書社 - 2005
- 『桃 三井葉子句集』洛西書院 - 2005
- 『花 句まじり詩集』深夜叢書社 - 2008
- 『楽市楽談』編著 編集工房ノア - 2009
- 『人文 三井葉子詩集』編集工房ノア - 2010
- 『灯色醗酵』思潮社 - 2011

## Source de la traduction
- (en) Cet article est partiellement ou en totalité issu de l’article de Wikipédia en anglais intitulé « Yōko Mitsui » (voir la liste des auteurs).